# Guitar Hero (videojuego)
Guitar Hero es un juego de música desarrollado por Harmonix Music Systems y publicado por RedOctane. El videojuego es el primer título de lo que posteriormente pasó a ser la serie Guitar Hero. Fue lanzado para PlayStation 2 y Xbox en América del Norte el 8 de noviembre de 2005, en Australia y Nueva Zelanda el 15 de junio de 2006, y Europa el 7 de abril de 2006.
El juego incluye un controlador con forma de guitarra eléctrica, la cual se asemeja a una Gibson SG, que el jugador utiliza para simular la interpretación de la música. El sistema de juego es similar a GuitarFreaks, en el cual el jugador debe presionar los botones del controlador en el tiempo exacto en el que las notas musicales se desplazan en la pantalla de juego. El título incluye treinta canciones de rock, las cuales abarcan desde la década de 1960 hasta 2005, además de los bonus tracks.
Un gran éxito comercial y crítico, Guitar Hero se ganó los elogios de la crítica y numerosos premios al «Mejor videojuego» por múltiples sitios web, considerándolo uno de los juegos más influyentes de la primera década del siglo XXI. El éxito del juego puso en marcha la franquicia Guitar Hero, la cual hasta hoy ha ganado más de 1 000 millones de dólares, generando varias secuelas, expansiones, y otros productos relacionados con el juego.

## Sistema de juego
El sistema de juego de Guitar Hero es similar a otros videojuegos de música rítmicos, en los cuales el jugador debe presionar botones del controlador en el tiempo exacto en el que las notas musicales se desplazan en la pantalla de juego, en donde el jugador debe obtener la mayor puntuación posible, para así, completar con éxito la canción y entrar en los marcadores en línea del juego. La mecánica básica del juego está basado en el videojuego de Konami GuitarFreaks.
En el caso de Guitar Hero, el jugador puede usar la guitarra periférica (la cual es una versión a escala de la guitarra eléctrica Gibson SG) o el Gamepad (el cual se adapta de los botones de guitarra a los botones L1, L2, R1, R2 y X) para tocar las notas. La guitarra periférica posee cinco botones de distinto color que representan los trastes de la guitarra, los cuales se encuentran en cerca del cuello de esta, y una barra de rasgueo y una de trémolo en el cuerpo de la guitarra. Asimismo, el periférico posee otros botones para navegar por los menús del juego. La música en la pantalla a través de una serie de notas, las cuales coinciden en el color y la posición en el traste en el que se encuentre, las cuales se desplazan por la pantalla en un diapasón. Para tocar una nota, el jugador debe mantener pulsado el botón del traste correspondiente a la nota que aparece y cambiar la barra de rasgueo en el momento en que la nota se mantenga marcada en la pantalla. El juego además puede alternar el uso de las manos con la guitarra, lo que permite que tanto jugadores diestros como zurdos utilicen a su manera la guitarra. Un jugador con el controlador estándar simplemente presiona los botones que corresponden con las notas que aparecen incluidas en el manual del juego.
El jugador es premiado con puntos al tocar correctamente la notas, acordes y sostenimientos. El jugador también puede aumentar un multiplicador de puntos por tocar una serie de notas consecutivas sin haberse equivocado. El jugador posee un «Rock Meter» (literalmente, «medidor de rock»), el cual analiza el desempeño del jugador basado en el éxito o el fracaso de haber tocado las notas, si el medidor baja demasiado antes de haber terminado la canción, el jugador fracasará esta misma. El jugador también posee un «energy star», el cual lo puede obtener al tocar con éxito una serie de notas especiales, las cuales aparecerán en el HUD con forma de estrellas. Una vez que el medidor de Star Power se llene hasta al menos la mitad, este podrá ser activado. El Star Power puede ser activado al inclinar de forma breve la guitarra, pulsando un botón específico si se está usando un Gamepad. La activación del Star Power duplicará la puntuación del multiplicador de puntos del jugador, y hará que sea más fácil el aumentar el Rock Meter al tocar las notas de forma correcta. Por lo tanto, el jugador puede usar estratégicamente el Star Power para completar con éxito las secciones de una canción que más le compliquen.

### Modos de juego y otras características
El modo de juego principal en Guitar Hero es el «Modo Carrera», donde el jugador y la banda del juego viajan a través de los diversos estadios y arenas ficticias en las que el jugador lleva a cabo cuatro o cinco canciones como repertorio. Al completar las canciones en el modo carrera hará que estas estén disponibles en todos los otros modos de juego. El jugador puede elegir al personaje con el cual tocará y la guitarra a utilizar. Cambiar al jugador o la guitarra de forma repentina no tiene ningún efecto en el sistema de juego. En el modo carrera, los jugadores pueden ganar dinero por las presentaciones en concierto que hagan, dinero el cual puede ser utilizado en una tienda de juego, la cual permite al jugador comprar guitarras, acabados de pinturas para estas, canciones adicionales y contenido adicional del juego como videos o bonus. El juego también posee el modo «Quick Play», el cual permite al jugador tocar cualquier pista desbloqueada, la selección de dificultad, el personaje, el lugar donde tocar y la guitarra a utilizar. Después de completar con éxito una canción en o bien el Modo Carrera o en el Quick Play, el jugador recibe una puntuación y una clasificación de entre tres a cinco estrellas, dependiendo de su desempeño general.
El modo multijugador da la posibilidad de que dos jugadores compitan unos contra otros en la misma canción. Aparecerán dos trastes los cuales serán uno para cada jugador. El jugador con la puntuación más alta al final de la canción gana.
Guitar Hero posee niveles de dificultad a elección del jugador, el cual puede ser elegido durante el comienzo del Modo Carrera o bien, en cualquier otro modo como Quick Play. El primer de dificultad, «Fácil», sólo se centra en los primeros tres botones del traste, mientras que muestra significativa reducción en la cantidad de notas a tocar por jugador. «Medio» introduce un cuarto botón en el traste al mismo tiempo en que añade más notas, y «Difícil» incluye el quinto y último botón del traste, mientras añade más notas. Por su parte, «Experto» no incluye ningún otro botón, pero añade más notas en una manera diseñada para desafiar al jugador.

## Banda sonora

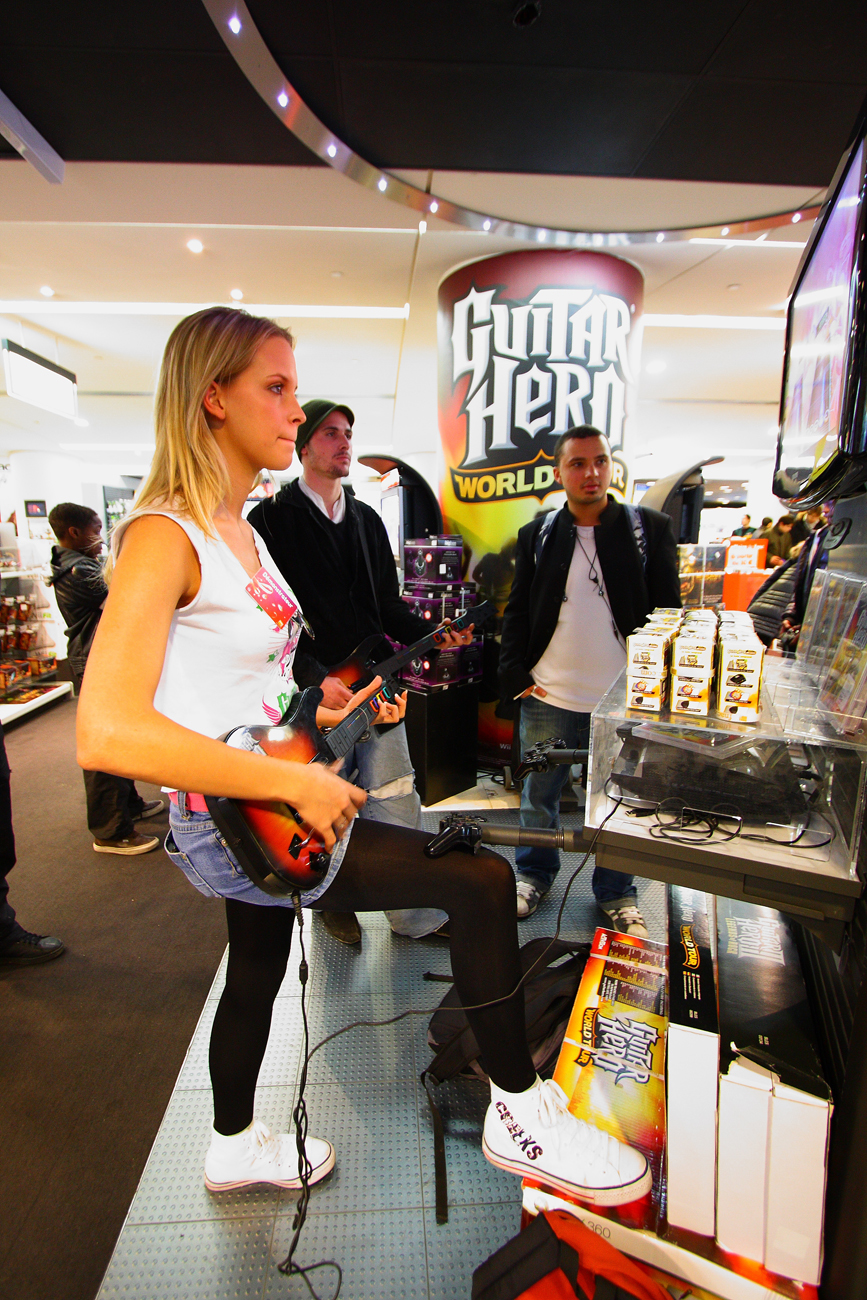
Jugadora jugando a Guitar Hero.

Guitar Hero cuenta con 47 canciones jugables, de las cuales 30 son setlists principales que son versiones de canciones populares. Entre los temas destacados se incluyen «Killer Queen» de Queen, «Iron Man» de Black Sabbath, «Take Me Out» de Franz Ferdinand, «Spanish Castle Magic» de Jimi Hendrix, «Bark at the Moon» de Ozzy Osbourne, «Smoke on the Water» de Deep Purple, «Cross Road Blues» de Cream,6 y «Fat Lip» de Sum 41. Todos las canciones se acreditan en la pantalla antes de comenzar la canción con la frase «As made famous by» (en español, «hecha famosa por»). Por ejemplo, «"I Wanna Be Sedated" as made famous by The Ramones». Las otras 17 canciones son máster de grabaciones seleccionadas de música independiente.

## Desarrollo
De acuerdo con Ronald Kay, un desarrollador de Harmonix, la idea de Guitar Hero fue inspirada directamente por el videojuego de arcade de Konami GuitarFreaks, donde el jugador utiliza un controlador con forma de guitarra para interactuar con el juego. En ese momento, GuitarFreaks no era muy reconocido en Norteamérica. RedOctane estaba haciendo Dance pads para juegos como Dance Dance Revolution para consolas de hogar y también un servicio de renta de videos en línea similar a Netflix. RedOctane y Charles Huang reconocieron la popularidad de GuitarFreaks en Japón a través de su servicio de renta de vídeos, y planeó crear controladores de guitarra para llevar el juego a Norteamérica.

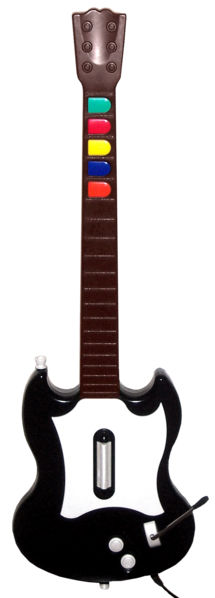

Los Huang recaudaron 1,75 USD para el desarrollo del proyecto, a pesar de haber sido rechazado anteriormente por algunos inversionistas quienes «pensábamos que [la idea] era muy rara». Greg Fischbach, uno de los fundadores de Acclaim Entertainment, señaló que, lamentablemente varios años más tarde, y luego de haber rechazado la inversión a Guitar Hero, cuestionaron: «¿Quien iría a comprar un periférico cómo ése?». La familia Huang se acercó a Harmonix —quien había hecho anteriormente videojuegos musicales tales como Frequency, Amplitude y Karaoke Revolution— sobre hacer un videojuego de un controlador basado en una guitarra. Con un presupuesto de alrededor de 1  millón de USD (señalado por Kay como una suma «bastante pequeña para un videojuego»), las dos compañías trabajaron en conjunto para desarrollar Guitar Hero. Kay señaló que «nadie tenía ninguna idea acerca de ser un gran éxito; sólo nos pareció que sería divertido hacerlo». El entonces presidente de Harmonix, Alex Rigopulos, también afirmó que el exvicepresidente de la publicación de juegos en Microsoft, Ed Fries, influyó indirectamente en la creación del juego, que había dicho previamente a Harmonix cuando lanzaban Frequency, que ningún juego musical rítmico tendría éxito sin necesidad de un sistema de juego personalizado, provocando así, que Rigopulos investigara la posibilidad de Guitar Hero, surgiendo así la idea.

## Remake
Se confirmó un remake para Wii U, PS4, Xbox One y PC, el cual incluiría artistas como The Clash, Poison, Ratt y Quiet Riot. Algunas de las canciones son:
- Wild Side - Mötley Crüe
- Lay it Down - Ratt
- Every Rose has it's Thorns - Poison
- Rain - The Cult
- Cum On Feel the Noize - Quiet Riot
- Should I Stay or Should I Go - The Clash
- Hair of the Dog - Nazareth